# Processione del cavallo parato
La Processione del cavallo parato è una tradizione religiosa che si è svolta a Brindisi fino al 2018 nel giorno del Corpus Domini. La processione si distingueva per la sua singolarità. Il 5 giugno 2018 durante la processione l'arcivescovo Domenico Caliandro, cadde da cavallo procurandosi diverse fratture, successivamente l'arcivescovo decise di  cancellare l'antica tradizione e dal 2019 la processione del Corpus Domini si svolge in forma essenziale.

## Descrizione
L'arcivescovo della Diocesi, a cavallo di un bianco destriero, portando con sé l'ostensorio, percorreva fino al 2018, procedendo dalla Cattedrale, le strade della città mentre la folla lancia fiori. Al passaggio dalla zona del porto tutte le navi all'attracco suonano le sirene di bordo e l'arcivescovo sostava di fronte al Monumento al Marinaio d'Italia per la benedizione delle acque e poi in Piazza della Vittoria per la benedizione della città.

## Storia
La cerimonia rievoca la tradizione secondo cui durante la settima crociata san Luigi IX, re di Francia, sconfitto e fatto prigioniero dall'ambasciatore siriano Fakhr al-din in Egitto, a Damietta (1249), avrebbe concordato il suo rilascio in cambio di un riscatto per il quale avrebbe lasciato in pegno l'eucaristia e, giunto a Brindisi, avrebbe ottenuto la somma necessaria da Federico II. Tornato in Egitto per saldare il suo debito, Luigi non solo avrebbe visto restituirsi l'eucaristia, ma il Saladino avrebbe rinunciato anche al riscatto come premio della sua fede e lealtà. Il sovrano sulla via del ritorno dalla Terra Santa sarebbe stato poi sorpreso da una tempesta e sarebbe approdato presso la spiaggia della Torre Cavallo (che verrà in seguito edificata), nelle vicinanze del porto di Brindisi. Preoccupato di mettere in salvo l'eucaristia avrebbe fatto chiamare l'arcivescovo di Brindisi Pietro III, giunto in sella a un cavallo bianco, scortato dalle confraternite e dai fedeli. Sulla via del ritorno verso la città, Federico II e Luigi IX avrebbe fatto da palafrenieri all'arcivescovo, accolti dalla cittadinanza in tripudio.
La vicenda presenta anacronismi tali da poter esser considerata niente più che una pia e fantasiosa ricostruzione di eventi, "fabbricata" nel Seicento per giustificare un'antica usanza che aveva origini sconosciute. Nonostante le evidenti assurdità, ancora in tempi recenti alcuni storici locali hanno provato a stabilire (con risultati discutibili) la storicità dei fatti leggendari con presunte concordanze archeologiche e documentarie .
Si può credere tuttavia che l'origine della Processione del cavallo parato rimonti davvero al XIII secolo, probabilmente in conseguenza della istituzione della solennità del Santissimo Corpo e Sangue di Cristo (1264), festeggiata da tempo immemorabile in diverse località dell'Italia meridionale con l'esposizione (da parte di un alto prelato, il vescovo, sotto un baldacchino) di un ostensorio con la particula (il Corpo di Cristo) accompagnata da lanci di fiori (le strade infiorate sono un'altra tipica espressione popolare che accompagna questa festività).
Nel 1964 la processione fu sospesa e ripristinata il 26 aprile del 1969 per volere della Sacra Congregazione.